# Odile Lagarde
Odile Lagarde, née le 29 janvier 1953 à Libreville, est une triathlète française. Elle remporte notamment l'Embrunman en 1985, et le championnat de France la même année.

## Biographie

### Jeunesse
Odile Lagarde née à Libreville, passe son enfance au Gabon et arrive à Gap en octobre 1975, pour rejoindre la Direction départementale de l'Équipement ; elle choisit la ville de Gap, parce que « la montagne [l']attirait autant que la mer ». Elle s'occupe notamment de l'assistance architecturale et des constructions en montagne, mais, dans le même temps, elle rejoint le club de cyclotourisme de Gap et pratique de la course à pied lors de compétitions. Elle participe au 1er championnat du monde féminin de marathon, sur route qu’elle termine en 3 h 8, elle pratique egalement le ski de fond et s'engage sur des compétitions classiques dans cette spécialité

### Carrière en triathlon
Elle découvre alors le triathlon en 1983, à Nice, une compétition nouvelle en France, elle fait ses débuts à Embrun en 1984, et remporte le premier Embrunman l'année suivante, épreuve qui devient dans les années qui suivent, l'une des plus importantes compétitions très longue distance de France. Elle devient membre de l'Équipe de France de triathlon, mais combine ses activités professionnelles et sportives. 
En 1994, elle est sacrée championne du monde de triathlon en Masters (plus de 40 ans). Elle participe au championnat de France de triathlon d'hiver en 1994 et 1995. Elle termine deuxième du championnat de France de triathlon et de duathlon des Neiges en 1994, et termine troisième du championnat de France de duathlon des Neiges de 1995. Continuant toujours l'Embrunman, elle décide de prendre sa retraite en triathlon en 1998, à l'âge de 45 ans, préférant se concentrer sur sa vie professionnelle, privée et ses autres activités.

### Reconversion
Elle s'investit dans le club de triathlon de Gap et parvient à organiser la fusion avec un club de natation de la ville ; à travers ce club, elle continue à participer à quelques compétitions régionales. Odile Lagarde se montre d'ailleurs assez critique sur la distance olympique et sur le virage qu'a pris le triathlon, en privilégiant des distances plus courtes, ce qui enlève, selon elle, « toute la substance à cette discipline, qui est
un effort solitaire à l’origine ».
À partir de 2013, la triathlète se reconvertit dans le ski de fond, participant à de nombreuses compétitions chez les vétérans,.

### Vie privée
Odile Lagarde s'est mariée au fils du président du club de cyclotourisme gapençais, et a trois filles, nées en 1990, 1993 et 1996.

## Palmarès
Le tableau présente les résultats les plus significatifs (podium) obtenus sur le circuit national et international de triathlon depuis 1985.
| Année | Compétition                            | Pays   | Position      | Temps           |
| ----- | -------------------------------------- | ------ | ------------- | --------------- |
| 1985  | Embrunman                              | France | Médaille d'or | 5 h 16 min 36 s |
| 1985  | Championnats de France courte distance | France | Médaille d'or | timing          |